# Dorottya (keresztnév)
A Dorottya női név az ógörög Dorothea (Δωροθέα) magyar változata. Jelentése: Isten ajándéka. A név férfi változata a Doroteó.

## Képzett és rokon nevek
- Dolli:[1] a Dorottya angol megfelelőinek önállósult beceneve.[3]
- Dóra:[1] a Dorottya névnek több nyelvben is meglévő önállósult beceneve.[2]
- Dorina:[1] a Dorottya névnek kicsinyítőképzővel önállósult beceneve.[2]
- Dorinka:[1] a Dorina magyar becenevéből önállósult.[2]
- Dorisz:[1] a Dorottya angol beceneveként tartják számon, de eredetileg görög mitológiai név, egy tengeri nimfa neve.[2]
- Dorit:[1] a Dorottya angol becenevéből önállósult.[2]
- Dorka:[1] a Dóra és a Dorottya magyar becenevéből újabban önállósult név.[2]
- Dorotea:[1] a Dorottya latin változatából származik.[2]
- Doroti:[1] a Dorottya angol változatából származik.[2]
- Tea:[1] a Dorottya, Teodóra és Terézia önállósult beceneve a német nyelvben, de a Thea önálló jelentése a görög nyelvben istennő.[4]
- Ditte:[1] a Dorottya és az Edit északnémet és dán önállósult beceneve.
- Dotti:[1] a Doroti becéző alakváltozata.

## Gyakorisága
A Dorottya gyakori név volt a 16–18. században, majd hosszú időre elvesztette a népszerűségét. Ez valószínűleg Csokonai Dorottya című vígeposzának köszönhető, mivel abban a címszereplő vénkisasszonyt hívták Dorottyának. A név elavultságára utal, hogy ugyanebben a műben a többi vénkisasszony neve (Orsolya, Adelgunda, Márta, Rebeka, Magdaléna) abban a korban szintén elavult névnek számított, míg a fiatal lányok nevei (Laura, Amália, Belinda, Rózsi) divatos nevek voltak. Jókai Mór És mégis mozog a föld című regényének egyik főhőse Dorothea grófnő, akinek a nevéről Jókai így ír: „Valóban hercegi bátorság kell hozzá, hogy valaki a leányát Magyarországon Dorottyának merje kereszteltetni, ahol Csokonai gúnyhőskölteménye e nevet oly csihéssé tette; ámde híhatnák a grófnőt akár Meduzának vagy Hekaténak, azért ő ezzel a névvel is bámulatra méltó szépség volna.”
1967-ben 43-an kapták ezt a nevet, és a 80-as években sem volt sokszor használt, de az 1990-es években ismét gyakorivá vált. A 2000-es években a 41-62. leggyakoribb női név.
A Dorina az 1990-es években ritka név volt, a 2000-es években az 5-17. leggyakoribb női név. A Dolli, Dorisz, Dorka és Doroti nevek az 1990-es években igen ritkán fordultak elő, a 2000-es években a Dorka a 34-55. leggyakoribb női név, a Dolli, Dorisz és Doroti nem szerepel az első százban. Az 1990-es években a Dorinka, Dorit és Tea szórványos név volt, a 2000-es években nem szerepelnek a 100 leggyakoribb női név között.

## Névnapok
Dorottya, Dolli, Dorit, Dorka, Dorotea, Doroti, Ditte: február 6., 
Dorina, Dorinka: február 6., szeptember 2. 
Dorisz: április 28.
Ditte: szeptember 16.
Tea, Thea augusztus 3., december 19.
A népi időjóslásban a február 6-ai Dorottya-nap jeles nap, mivel azt tartották, hogy Ha Dorottya szorítja, Zsuzsanna megtágítja, azaz ha Dorottya napján fagy van, akkor Zsuzsanna napján olvadni fog.
Dorottya-napi hagyomány volt több helyen, hogy ezen a napon nem szabad az asszonyoknak dolgozni, mert ha például varrni kezdenek, akkor megfájdul az ujjuk.

## Híres Dorottyák, Dollik, Dorinák, Dorinkák, Doriszok, Doritok, Dorkák, Doroteák, Dorotik, Teák, Ditték és Dottik
- Kanizsai Dorottya, a mohácsi csata halottainak eltemettetője
- Balduin Dorottya Zsófia írónő
- Württembergi Marija Fjodorovna orosz cárné orosz cárné
- Mária Dorottya württembergi hercegnő osztrák főhercegné
- Habsburg–Lotaringiai Mária Dorottya főhercegnő
- Geszler Dorottya modell, műsorvezető
- Gryllus Dorka színésznő
- Németh Dorottya fitness világbajnok
- Udvaros Dorottya színésznő
- Galambos Dorina énekesnő
- Csifó Dorina színész, énekesnő
- Martinovics Dorina színész

### Külföldön
- Szent Dorottya vértanú
- Dorothy Hodgkin Nobel-díjas kémikus
- Dorothy Parker amerikai költő, író
- Dorothy Dandridge Oscar-díjas amerikai színésznő
- Dorothy Malone Oscar-díjas amerikai színésznő
- Dorothy Day író, fotográfus, emberjogi aktivista, a Katolikus Munkásmozgalom alapítója
- Dorothy L. Sayers brit író, költő, műfordító
- Dorothea Douglass Chambers olimpiai aranyérmes teniszező
- Dorothea von Rodde-Schlözer német filozófus
- Dorothea von Schlegel német író, műfordító
- Dorothea Erxleben az első német orvosnő
- Dorothea Lange fotógráfus
- Dorothy Lamour amerikai színésznő
- Dorothy Hamill olimpiai aranyérmes műkorcsolyázónő
- Angela Dorothea Merkel német kancellár
- Dolly Parton Grammy-díjas amerikai country-énekesnő
- Doris Day amerikai filmszínésznő
- Doro Pesch német rockénekesnő
- Kedves Dorina gördeszkás világbajnok

## Egyéb Dorottyák, Dollik, Dorinák, Dorinkák, Doriszok, Doritok, Dorkák, Doroteák, Dorotik, Teák és Ditték

### Vezetéknévként
Maga a Dorottya név ritkán fordul elő családnévként, inkább a belőle képzett rövid alakok: Dor, Dór, Dora, Dóra, Dorka, Durka, Dorko, Durkó, Dorkos, Doró.

### Az irodalomban
- Csokonai Vitéz Mihály: Dorottya (komikus eposz)
- Johann Wolfgang von Goethe: Hermann és Dorottya (németül: Hermann und Dorothea) eposz (1797-98)
- Dorothea grófnő az egyik szereplője Jókai Mór És mégis mozog a föld című regényének
- Dorothy a főhőse az Óz, a csodák csodája című mesének

### A népnyelvben
- dórikancsó vagy dórikorsó: nagyméretű mázatlan vizeskorsó neve[5]
- dórikályha vagy dorkó: sárból, vályogból, téglából rakott boglya alakú szobai kemence, amit a konyhából fűtenek[5]

### Egyéb
- Dorottya-játékok: a 15. században elterjedt szokás szerint kis közösségek (céhek, iskolások, bányászok) adták elő Dorottya legendáját, néhol házról házra járva. Sokfelé farsangoló elemekkel bővült ki.[5]
- Dorottya-ház: Csokonai Dorottyájáról elnevezett ház Kaposváron.
- Dolly bárány, az első klónozott emlős
- Dolly Roll: magyar popzenekar
- Dorotea község: település Svédországban